# Чемпионат Европы по футболу 2013 среди юношей до 17 лет (квалификационный раунд)
Квалификационный раунд юношеского чемпионата Европы по футболу 2013 стал первым раундом отборочного турнира к финальной стадии чемпионата Европы по футболу среди юношей до 17 лет 2013.
52 команды были поделены на 13 групп по 4 в каждой, одна из команд в каждой группе принимала у себя все матчи группы. Команды, занявшие 1 и 2 места в каждой группе и две команды, набравшие наибольшее количество очков среди занявших 3 места, прошли в элитный раунд. Словакия автоматически попала в финальную часть на правах хозяина. Жеребьёвка квалификационного раунда прошла 29 ноября 2011 года в Ньоне, Швейцария. Матчи прошли осенью 2012 года.

## Жеребьёвка
52 команды, участвующие в квалификационном раунде, были поделены на 2 корзины соответственно рейтингу юношеских сборных до 17 лет.
| Корзина A | Корзина B |
| --- | --- |
| Англия Нидерланды Испания Франция Германия Чехия Турция Швейцария Португалия Хорватия Греция Румыния Сербия Дания Италия Австрия Норвегия Ирландия Бельгия Грузия Финляндия Венгрия Северная Ирландия Польша Беларусь Шотландия | Украина Россия Люксембург Уэльс Швеция Израиль Исландия Азербайджан Эстония Словения Босния и Герцеговина Черногория Болгария Латвия Казахстан Литва Республика Кипр Мальта Фарерские острова Армения Андорра Албания Молдова Македония Сан-Марино Лихтенштейн |

## Группа 1
| Поз | Команда    | И | В | Н | П | МЗ | МП | РМ  | О | Квалификация  |
| --- | ---------- | - | - | - | - | -- | -- | --- | - | ------------- |
| 1   | Сербия (Х) | 3 | 3 | 0 | 0 | 16 | 0  | +16 | 9 | Элитный раунд |
| 2   | Беларусь   | 3 | 2 | 0 | 1 | 6  | 7  | −1  | 6 | Элитный раунд |
| 3   | Молдова    | 3 | 1 | 0 | 2 | 3  | 5  | −2  | 3 |               |
| 4   | Армения    | 3 | 0 | 0 | 3 | 0  | 13 | −13 | 0 |               |

| Беларусь              | 1–0  | Молдова |
| --------------------- | ---- | ------- |
| Алексей Тараканов 76′ | УЕФА |         |

| Сербия                                                                              | 5–0  | Армения |
| ----------------------------------------------------------------------------------- | ---- | ------- |
| Саша Лукич 29′ · Лука Белич 41′, 46′ · Неманья Михайлович 48′ · Андрия Живкович 65′ | УЕФА |         |

| Беларусь                                                                                   | 5–0  | Армения |
| ------------------------------------------------------------------------------------------ | ---- | ------- |
| Павел Богуш 7′ (пен.) · Никита Волынец 28′ · Александр Павловец 47′ · Артём Кийко 58′, 59′ | УЕФА |         |

| Молдова | 0–4  | Сербия                                                                           |
| ------- | ---- | -------------------------------------------------------------------------------- |
|         | УЕФА | Лука Белич 18′ · Андрия Живкович 32′ · Срджан Бабич 69′ · Неманья Радоньич 80+3′ |

| Сербия                                                                         | 7–0  | Беларусь |
| ------------------------------------------------------------------------------ | ---- | -------- |
| Андрия Живкович 9′, 46′ · Лука Белич 13′, 19′ · Неманья Радоньич 15′, 64′, 65′ | УЕФА |          |

| Армения | 0–3  | Молдова                                                          |
| ------- | ---- | ---------------------------------------------------------------- |
|         | УЕФА | Дану Божи 6′ (пен.) · Андрей Макрицкий 57′ · Александр Бежан 72′ |

## Группа 2
| Поз | Команда       | И | В | Н | П | МЗ | МП | РМ  | О | Квалификация  |
| --- | ------------- | - | - | - | - | -- | -- | --- | - | ------------- |
| 1   | Германия      | 3 | 3 | 0 | 0 | 23 | 2  | +21 | 9 | Элитный раунд |
| 2   | Финляндия (Х) | 3 | 2 | 0 | 1 | 9  | 8  | +1  | 6 | Элитный раунд |
| 3   | Сан-Марино    | 3 | 0 | 1 | 2 | 1  | 11 | −10 | 1 |               |
| 4   | Андорра       | 3 | 0 | 1 | 2 | 2  | 14 | −12 | 1 |               |

| Германия                                                                       | 5–0  | Сан-Марино |
| ------------------------------------------------------------------------------ | ---- | ---------- |
| Тимо Вернер 8′ · Морис Мультауп 20′, 43′ · Донис Авдияй 28′ · Юлиан Брандт 38′ | УЕФА |            |

| Финляндия                                | 3–0  | Андорра |
| ---------------------------------------- | ---- | ------- |
| Карим Жуини 12′, 58′ · Топиас Ярвеля 73′ | УЕФА |         |

| Андорра          | 1–10 | Германия |
| ---------------- | ---- | --- |
| Аарон Санчес 31′ | УЕФА | Тимо Вернер 14′, 52′, 64′, 68′, 71′ · Морис Мультауп 36′ · Юлиан Брандт 40+1′ · Жозеп Фуа 57′ (авт.) · Донис Авдияй 59′ · Патрик Пфлюкке 69′ |

| Финляндия | 5–0  | Сан-Марино |
| --- | ---- | ---------- |
| Фредрик Лассас 3′ · Карим Жуини 16′ · Патрик Коукану 74′ · Рами Оянперя 80′ · Федерико Муччиоли 80+2′ (авт.) | УЕФА |            |

| Германия | 8–1  | Финляндия                |
| --- | ---- | ------------------------ |
| Донис Авдияй 7′, 45′ · Тимо Вернер 8′, 52′ · Юлиан Брандт 19′, 50′ · Армандо Тиквич 21′ · Патрик Пфлюкке 64′ | УЕФА | Юха-Пекка Яскеляйнен 56′ |

| Сан-Марино          | 1–1  | Андорра          |
| ------------------- | ---- | ---------------- |
| Фабио Томассини 80′ | УЕФА | Аарон Санчес 71′ |

## Группа 3
| Поз | Команда     | И | В | Н | П | МЗ | МП | РМ | О | Квалификация  |
| --- | ----------- | - | - | - | - | -- | -- | -- | - | ------------- |
| 1   | Нидерланды  | 3 | 2 | 1 | 0 | 4  | 2  | +2 | 7 | Элитный раунд |
| 2   | Бельгия (Х) | 3 | 2 | 0 | 1 | 8  | 2  | +6 | 6 | Элитный раунд |
| 3   | Латвия      | 3 | 1 | 0 | 2 | 2  | 7  | −5 | 3 |               |
| 4   | Литва       | 3 | 0 | 1 | 2 | 0  | 3  | −3 | 1 |               |

| Нидерланды                                      | 2–1  | Латвия               |
| ----------------------------------------------- | ---- | -------------------- |
| Дабни Соуза 38′ · Дамиан ван Брюгген 59′ (пен.) | УЕФА | Никита Колесов 80+4′ |

| Бельгия                                  | 2–0  | Литва |
| ---------------------------------------- | ---- | ----- |
| Закария Баккали 25′ · Сибе Схрейверс 35′ | УЕФА |       |

| Литва | 0–0  | Нидерланды |
| ----- | ---- | ---------- |
|       | УЕФА |            |

| Бельгия                                                                         | 5–0  | Латвия |
| ------------------------------------------------------------------------------- | ---- | ------ |
| Закария Баккали 4′, 41′ · Сефа Ишчи 22′ · Сибе Схрейверс 24′ · Инти Канепел 66′ | УЕФА |        |

| Нидерланды                                        | 2–1  | Бельгия           |
| ------------------------------------------------- | ---- | ----------------- |
| Ришедли Базур 64′ (пен.) · Яссин Бен Мохамади 79′ | УЕФА | Чарли Мусонда 16′ |

| Латвия               | 1–0  | Литва |
| -------------------- | ---- | ----- |
| Арнольд Ревелиньш 8′ | УЕФА |       |

## Группа 4
| Поз | Команда      | И | В | Н | П | МЗ | МП | РМ | О | Квалификация  |
| --- | ------------ | - | - | - | - | -- | -- | -- | - | ------------- |
| 1   | Польша       | 3 | 2 | 0 | 1 | 3  | 2  | +1 | 6 | Элитный раунд |
| 2   | Болгария (Х) | 3 | 2 | 0 | 1 | 6  | 3  | +3 | 6 | Элитный раунд |
| 3   | Испания      | 3 | 2 | 0 | 1 | 3  | 1  | +2 | 6 | Элитный раунд |
| 4   | Азербайджан  | 3 | 0 | 0 | 3 | 1  | 7  | −6 | 0 |               |

| Польша                                        | 2–1  | Болгария           |
| --------------------------------------------- | ---- | ------------------ |
| Гжегож Томасевич 16′ · Павел Столярский 80+2′ | УЕФА | Владимир Айтов 31′ |

| Испания                                  | 2–0  | Азербайджан |
| ---------------------------------------- | ---- | ----------- |
| Хосе Анхель Посо 17′ · Хавьер Гарсия 53′ | УЕФА |             |

| Азербайджан | 0–1  | Польша               |
| ----------- | ---- | -------------------- |
|             | УЕФА | Павел Столярский 41′ |

| Испания | 0–1  | Болгария             |
| ------- | ---- | -------------------- |
|         | УЕФА | Чавдар Ивайлов 40+2′ |

| Польша | 0–1  | Испания                    |
| ------ | ---- | -------------------------- |
|        | УЕФА | Педро Чиривелья 68′ (пен.) |

| Болгария                                       | 4–1  | Азербайджан      |
| ---------------------------------------------- | ---- | ---------------- |
| Кирил Десподов 3′, 50′ · Алеко Алеков 28′, 71′ | УЕФА | Юсуп Хакимов 67′ |

## Группа 5
| Поз | Команда                  | И | В | Н | П | МЗ | МП | РМ | О | Квалификация  |
| --- | ------------------------ | - | - | - | - | -- | -- | -- | - | ------------- |
| 1   | Словения                 | 3 | 2 | 1 | 0 | 2  | 0  | +2 | 7 | Элитный раунд |
| 2   | Франция                  | 3 | 1 | 1 | 1 | 5  | 4  | +1 | 4 | Элитный раунд |
| 3   | Босния и Герцеговина (Х) | 3 | 1 | 0 | 2 | 3  | 5  | −2 | 3 |               |
| 4   | Греция                   | 3 | 0 | 2 | 1 | 3  | 4  | −1 | 2 |               |

| Греция | 0–0  | Словения |
| ------ | ---- | -------- |
|        | УЕФА |          |

| Франция                                                    | 3–1  | Босния и Герцеговина |
| ---------------------------------------------------------- | ---- | -------------------- |
| Максвелл Корне 15′ · Кингсли Коман 61′ · Сега Кулибали 73′ | УЕФА | Самир Радовац 32′    |

| Греция            | 1–2  | Босния и Герцеговина |
| ----------------- | ---- | -------------------- |
| Михаил Ньюман 63′ | УЕФА | Аднан Башич 31′, 48′ |

| Словения                | 1–0  | Франция |
| ----------------------- | ---- | ------- |
| Ален Ожбольт 42′ (пен.) | УЕФА |         |

| Франция                                       | 2–2  | Греция                                      |
| --------------------------------------------- | ---- | ------------------------------------------- |
| Роли Перейра де Са 49′ · Максвелл Корне 80+2′ | УЕФА | Анастасиос Донис 75′ · Манолис Салиакис 80′ |

| Босния и Герцеговина | 0–1  | Словения           |
| -------------------- | ---- | ------------------ |
|                      | УЕФА | Марко Кривичич 23′ |

## Группа 6
| Поз | Команда           | И | В | Н | П | МЗ | МП | РМ | О | Квалификация  |
| --- | ----------------- | - | - | - | - | -- | -- | -- | - | ------------- |
| 1   | Швейцария         | 3 | 2 | 1 | 0 | 9  | 2  | +7 | 7 | Элитный раунд |
| 2   | Австрия (Х)       | 3 | 1 | 2 | 0 | 7  | 1  | +6 | 5 | Элитный раунд |
| 3   | Республика Кипр   | 3 | 0 | 2 | 1 | 2  | 6  | −4 | 2 |               |
| 4   | Фарерские острова | 3 | 0 | 1 | 2 | 1  | 10 | −9 | 1 |               |

| Швейцария                                                     | 3–0  | Фарерские острова |
| ------------------------------------------------------------- | ---- | ----------------- |
| Килиан Пальюка 1′ · Марсель Стевич 45′ · Марко Траксель 80+4′ | УЕФА |                   |

| Австрия | 0–0  | Республика Кипр |
| ------- | ---- | --------------- |
|         | УЕФА |                 |

| Республика Кипр   | 1–5  | Швейцария                                                                                                |
| ----------------- | ---- | --- |
| Йоргос Кациати 9′ | УЕФА | Дени Кадоич 14′ (пен.) · Йолан Форесталь 38′ · Меритон Бютюки 64′ · Ромен Курснер 78′ · Альбиан Аети 80′ |

| Австрия                                                                                             | 6–0  | Фарерские острова |
| --------------------------------------------------------------------------------------------------- | ---- | ----------------- |
| Тобиас Пеллегрини 8′, 38′ · Адриан Грбич 49′, 73′ · Абсалон Элиасен 52′ (авт.) · Никола Животич 64′ | УЕФА |                   |

| Швейцария          | 1–1  | Австрия          |
| ------------------ | ---- | ---------------- |
| Марко Траксель 29′ | УЕФА | Адриан Грбич 51′ |

| Фарерские острова  | 1–1  | Республика Кипр             |
| ------------------ | ---- | --------------------------- |
| Бетуэль Хансен 55′ | УЕФА | Андис Антреас Николау 80+3′ |

## Группа 7
| Поз | Команда           | И | В | Н | П | МЗ | МП | РМ | О | Квалификация  |
| --- | ----------------- | - | - | - | - | -- | -- | -- | - | ------------- |
| 1   | Англия            | 3 | 3 | 0 | 0 | 6  | 2  | +4 | 9 | Элитный раунд |
| 2   | Северная Ирландия | 3 | 1 | 1 | 1 | 7  | 4  | +3 | 4 | Элитный раунд |
| 3   | Эстония (Х)       | 3 | 1 | 1 | 1 | 4  | 4  | 0  | 4 | Элитный раунд |
| 4   | Уэльс             | 3 | 0 | 0 | 3 | 1  | 8  | −7 | 0 |               |

| Северная Ирландия                                                         | 4–0  | Уэльс |
| ------------------------------------------------------------------------- | ---- | ----- |
| Шейн Маллан 9′ · Джош Доэрти 11′ · Джейми Макдонах 16′ (пен.), 28′ (пен.) | УЕФА |       |

| Англия                           | 2–0  | Эстония |
| -------------------------------- | ---- | ------- |
| Джордж Грин 56′ · Риз Коллир 73′ | УЕФА |         |

| Англия         | 1–0  | Уэльс |
| -------------- | ---- | ----- |
| Кин Брайан 35′ | УЕФА |       |

| Эстония          | 1–1  | Северная Ирландия  |
| ---------------- | ---- | ------------------ |
| Франк Лийвак 18′ | УЕФА | Стефан Лэйвери 21′ |

| Северная Ирландия        | 2–3  | Англия                                              |
| ------------------------ | ---- | --------------------------------------------------- |
| Джейми Макдонах 18′, 71′ | УЕФА | Рубен Лофтус-Чик 39′ · Брайн Моррис 55′ (пен.), 66′ |

| Уэльс           | 1–3* | Эстония                                                      |
| --------------- | ---- | ------------------------------------------------------------ |
| Томос Кларк 16′ | УЕФА | Стен Синисалу 40′ · Святослав Яковлев 46′ · Мяртен Кууск 71′ |

* Матч между Уэльсом и Эстонией был начат 26 октября 2012 года, однако был прерван на 26-й минуте игры из-за сильного снегопада. Оставшаяся часть матча была перенесена на 14 ноября и доиграна в том же месте с тем же составом.

## Группа 8
| Поз | Команда     | И | В | Н | П | МЗ | МП | РМ  | О | Квалификация  |
| --- | ----------- | - | - | - | - | -- | -- | --- | - | ------------- |
| 1   | Венгрия (Х) | 3 | 3 | 0 | 0 | 9  | 2  | +7  | 9 | Элитный раунд |
| 2   | Италия      | 3 | 2 | 0 | 1 | 7  | 3  | +4  | 6 | Элитный раунд |
| 3   | Албания     | 3 | 1 | 0 | 2 | 6  | 2  | +4  | 3 |               |
| 4   | Лихтенштейн | 3 | 0 | 0 | 3 | 0  | 15 | −15 | 0 |               |

| Италия              | 1–0  | Албания |
| ------------------- | ---- | ------- |
| Дженнаро Тутино 80′ | УЕФА |         |

| Венгрия                                                                                | 5–0  | Лихтенштейн |
| -------------------------------------------------------------------------------------- | ---- | ----------- |
| Оливер Тиханьи 32′ · Донат Жотер 54′ (пен.), 73′ · Бенце Грабант 63′ · Милан Майер 79′ | УЕФА |             |

| Италия                                                 | 4–0  | Лихтенштейн |
| ------------------------------------------------------ | ---- | ----------- |
| Элио Капрадосси 48′ · Федерико Бонаццоли 49′, 56′, 58′ | УЕФА |             |

| Албания | 0–1  | Венгрия            |
| ------- | ---- | ------------------ |
|         | УЕФА | Оливер Тиханьи 19′ |

| Венгрия                                        | 3–2  | Италия                                     |
| ---------------------------------------------- | ---- | ------------------------------------------ |
| Донат Жотер 21′ (пен.) · Барнабаш Рац 56′, 75′ | УЕФА | Хосе Маури 16′ · Альберто Черри 77′ (пен.) |

| Лихтенштейн | 0–6  | Албания |
| ----------- | ---- | --- |
|             | УЕФА | Ренальд Джемо 12′ · Лорик Алиу 25′ · Фабиан Локай 38′ · Франческо Тахирай 39′ · Милот Рашица 62′ · Николас Чутшер 77′ (авт.) |

## Группа 9
| Поз | Команда    | И | В | Н | П | МЗ | МП | РМ | О | Квалификация  |
| --- | ---------- | - | - | - | - | -- | -- | -- | - | ------------- |
| 1   | Норвегия   | 3 | 3 | 0 | 0 | 5  | 1  | +4 | 9 | Элитный раунд |
| 2   | Португалия | 3 | 2 | 0 | 1 | 6  | 4  | +2 | 6 | Элитный раунд |
| 3   | Исландия   | 3 | 1 | 0 | 2 | 4  | 6  | −2 | 3 |               |
| 4   | Мальта (Х) | 3 | 0 | 0 | 3 | 2  | 6  | −4 | 0 |               |

| Норвегия                          | 2–1  | Мальта               |
| --------------------------------- | ---- | -------------------- |
| Зюмер Бютюки 2′ · Ивер Фоссум 28′ | УЕФА | Юрген Дегабриэле 42′ |

| Португалия                                      | 4–2  | Исландия                                             |
| ----------------------------------------------- | ---- | ---------------------------------------------------- |
| Сержиу Рибейру 14′ · Жозе Поштига 17′, 59′, 63′ | УЕФА | Альберт Гюдмюндссон 71′ · Эггерт Томассон 80′ (пен.) |

| Норвегия                           | 2–0  | Исландия |
| ---------------------------------- | ---- | -------- |
| Ивер Фоссум 10′ · Зюмер Бютюки 44′ | УЕФА |          |

| Мальта           | 1–2  | Португалия                          |
| ---------------- | ---- | ----------------------------------- |
| Антон Аттард 31′ | УЕФА | Гонсалу Гедеш 17′ · Руй Морейра 38′ |

| Португалия | 0–1  | Норвегия          |
| ---------- | ---- | ----------------- |
|            | УЕФА | Ивер Фоссум 40+2′ |

| Исландия                                               | 2–0  | Мальта |
| ------------------------------------------------------ | ---- | ------ |
| Кристинн Сигурйонссон 12′ · Эггерт Томассон 29′ (пен.) | УЕФА |        |

## Группа 10
| Поз | Команда       | И | В | Н | П | МЗ | МП | РМ | О | Квалификация  |
| --- | ------------- | - | - | - | - | -- | -- | -- | - | ------------- |
| 1   | Ирландия      | 3 | 2 | 1 | 0 | 7  | 2  | +5 | 7 | Элитный раунд |
| 2   | Швеция        | 3 | 2 | 1 | 0 | 7  | 2  | +5 | 7 | Элитный раунд |
| 3   | Румыния       | 3 | 0 | 1 | 2 | 2  | 5  | −3 | 1 |               |
| 4   | Македония (Х) | 3 | 0 | 1 | 2 | 2  | 9  | −7 | 1 |               |

| Ирландия           | 1–1  | Швеция              |
| ------------------ | ---- | ------------------- |
| Дин О'Хэллоран 43′ | УЕФА | Густав Энгвалль 68′ |

| Румыния            | 1–1  | Македония              |
| ------------------ | ---- | ---------------------- |
| Андрей Лудусан 31′ | УЕФА | Таулянт Сулейманов 51′ |

| Ирландия                                              | 4–1  | Македония                     |
| ----------------------------------------------------- | ---- | ----------------------------- |
| Джек Бёрн 22′ (пен.), 35′ (пен.), 80′ · Дэн Клири 63′ | УЕФА | Таулянт Сулейманов 44′ (пен.) |

| Швеция                  | 2–1  | Румыния          |
| ----------------------- | ---- | ---------------- |
| Гентрит Цитаку 22′, 67′ | УЕФА | Рэзван Марин 29′ |

| Румыния | 0–2  | Ирландия                              |
| ------- | ---- | ------------------------------------- |
|         | УЕФА | Дин О'Хэллоран 11′ · Коди Малхолл 58′ |

| Македония | 0–4  | Швеция                                                                                       |
| --------- | ---- | -------------------------------------------------------------------------------------------- |
|           | УЕФА | Густав Энгвалль 22′ · Гентрит Цитаку 25′ · Лазар Стойковски 51′ (авт.) · Мирза Халваджич 74′ |

## Группа 11
| Поз | Команда    | И | В | Н | П | МЗ | МП | РМ | О | Квалификация  |
| --- | ---------- | - | - | - | - | -- | -- | -- | - | ------------- |
| 1   | Чехия (Х)  | 3 | 3 | 0 | 0 | 8  | 0  | +8 | 9 | Элитный раунд |
| 2   | Россия     | 3 | 2 | 0 | 1 | 5  | 4  | +1 | 6 | Элитный раунд |
| 3   | Дания      | 3 | 1 | 0 | 2 | 4  | 5  | −1 | 3 |               |
| 4   | Черногория | 3 | 0 | 0 | 3 | 0  | 8  | −8 | 0 |               |

| Чехия                                             | 3–0  | Россия |
| ------------------------------------------------- | ---- | ------ |
| Патрик Шик 1′ · Алеш Матею 67′ · Вацлав Черны 76′ | УЕФА |        |

| Дания                                                               | 3–0  | Черногория |
| ------------------------------------------------------------------- | ---- | ---------- |
| Андреас Кристенсен 30′ · Мадс Рабен 36′ · Маттиас Ланг Андерсен 56′ | УЕФА |            |

| Черногория | 0–2  | Чехия                             |
| ---------- | ---- | --------------------------------- |
|            | УЕФА | Патрик Шик 36′ · Петр Галушка 38′ |

| Дания                         | 1–2  | Россия                                |
| ----------------------------- | ---- | ------------------------------------- |
| Асгер Стрёмгор Сёренсен 80+4′ | УЕФА | Рамиль Шейдаев 4′ · Никита Чернов 53′ |

| Чехия                                  | 3–0  | Дания |
| -------------------------------------- | ---- | ----- |
| Патрик Шик 7′, 37′ · Лукаш Садилек 28′ | УЕФА |       |

| Россия                                                      | 3–0  | Черногория |
| ----------------------------------------------------------- | ---- | ---------- |
| Аяз Гулиев 36′ · Рамиль Шейдаев 53′ · Максим Майрович 80+2′ | УЕФА |            |

## Группа 12
| Поз | Команда      | И | В | Н | П | МЗ | МП | РМ | О | Квалификация  |
| --- | ------------ | - | - | - | - | -- | -- | -- | - | ------------- |
| 1   | Хорватия (Х) | 3 | 3 | 0 | 0 | 10 | 5  | +5 | 9 | Элитный раунд |
| 2   | Израиль      | 3 | 2 | 0 | 1 | 12 | 8  | +4 | 6 | Элитный раунд |
| 3   | Турция       | 3 | 1 | 0 | 2 | 8  | 8  | 0  | 3 |               |
| 4   | Казахстан    | 3 | 0 | 0 | 3 | 2  | 11 | −9 | 0 |               |

| Турция                                                                 | 3–0  | Казахстан |
| ---------------------------------------------------------------------- | ---- | --------- |
| Оркан Чынар 18′ (пен.) · Исмаил Кёзе 30′ · Батухан Алтынташ 42′ (пен.) | УЕФА |           |

| Хорватия                                                    | 4–2  | Израиль                            |
| ----------------------------------------------------------- | ---- | ---------------------------------- |
| Йосип Башич 13′, 17′ · Фран Бродич 29′ · Анте Рогулич 80+1′ | УЕФА | Став Бен Ахарон 2′ · Шай Битон 69′ |

| Турция                    | 2–4  | Израиль                                                  |
| ------------------------- | ---- | -------------------------------------------------------- |
| Батухан Алтынташ 25′, 63′ | УЕФА | Шон Вейссман 47′, 59′ · Амит Мизрахи 61′ · Ори Эйлоз 65′ |

| Казахстан | 0–2  | Хорватия                          |
| --------- | ---- | --------------------------------- |
|           | УЕФА | Петар Мамич 18′ · Йосип Башич 40′ |

| Хорватия                                                                 | 4–3  | Турция                                                               |
| ------------------------------------------------------------------------ | ---- | -------------------------------------------------------------------- |
| Роберт Мурич 13′ · Иван Фиолич 27′ · Анте Рогулич 43′ · Антон Крешич 70′ | УЕФА | Мерт Озтюрк 25′ · Тургай Гемиджибаши 63′ · Махмутхан Самет Аджар 76′ |

| Израиль                                                                                                   | 6–2  | Казахстан                                 |
| --- | ---- | ----------------------------------------- |
| Шон Вейссман 7′, 80′ · Став Бен Ахарон 22′ · Амит Мизрахи 37′ · Ори Эйлоз 66′ (пен.) · Абади Фархат 80+3′ | УЕФА | Рустам Сахибов 28′ · Рифат Нурмугамет 33′ |

## Группа 13
| Поз | Команда    | И | В | Н | П | МЗ | МП | РМ  | О | Квалификация  |
| --- | ---------- | - | - | - | - | -- | -- | --- | - | ------------- |
| 1   | Украина    | 3 | 2 | 1 | 0 | 9  | 1  | +8  | 7 | Элитный раунд |
| 2   | Грузия (Х) | 3 | 2 | 0 | 1 | 7  | 4  | +3  | 6 | Элитный раунд |
| 3   | Шотландия  | 3 | 1 | 1 | 1 | 5  | 5  | 0   | 4 |               |
| 4   | Люксембург | 3 | 0 | 0 | 3 | 3  | 14 | −11 | 0 |               |

| Шотландия                                                                     | 5–2  | Люксембург                                |
| ----------------------------------------------------------------------------- | ---- | ----------------------------------------- |
| Робби Мюрхед 5′, 40+1′, 57′ (пен.) · Пол Макмаллан 64′ · Райан Синнамон 80+1′ | УЕФА | Седрик Сакра 68′ (пен.) · Макс Манген 79′ |

| Грузия               | 1–3  | Украина                                                         |
| -------------------- | ---- | --------------------------------------------------------------- |
| Георгий Тевзадзе 79′ | УЕФА | Валерий Лучкевич 9′ · Андрей Борячук 58′ · Максим Третьяков 69′ |

| Шотландия | 0–0  | Украина |
| --------- | ---- | ------- |
|           | УЕФА |         |

| Люксембург     | 1–3  | Грузия                                                     |
| -------------- | ---- | ---------------------------------------------------------- |
| Пит Схос 80+3′ | УЕФА | Лука Зарандия 14′ · Илья Кердзевадзе 34′ · Цотне Месхи 75′ |

| Грузия                                        | 3–0  | Шотландия |
| --------------------------------------------- | ---- | --------- |
| Лука Зарандия 17′, 80+3′ · Тенгиз Горозия 64′ | УЕФА |           |

| Украина | 6–0  | Люксембург |
| --- | ---- | ---------- |
| Павел Лукьянчук 29′ · Виктор Коваленко 32′ · Александр Зинченко 34′ · Денис Арендарук 39′ · Валерий Лучкевич 60′ · Дмитрий Полюганыч 73′ | УЕФА |            |

## Рейтинг команд, занявших третье место
При подсчёте очков учитываются матчи, сыгранные сборными с командами, занявшими первые два места в своих группах.
| Поз | Гр. | Команда              | И | В | Н | П | МЗ | МП | РМ  | О | Квалификация  |
| --- | --- | -------------------- | - | - | - | - | -- | -- | --- | - | ------------- |
| 1   | 4   | Испания              | 2 | 1 | 0 | 1 | 1  | 1  | 0   | 3 | Элитный раунд |
| 2   | 7   | Эстония              | 2 | 0 | 1 | 1 | 1  | 3  | −2  | 1 | Элитный раунд |
| 3   | 13  | Шотландия            | 2 | 0 | 1 | 1 | 0  | 3  | −3  | 1 |               |
| 4   | 6   | Республика Кипр      | 2 | 0 | 1 | 1 | 1  | 5  | −4  | 1 |               |
| 5   | 8   | Албания              | 2 | 0 | 0 | 2 | 0  | 2  | −2  | 0 |               |
| 6   | 12  | Турция               | 2 | 0 | 0 | 2 | 5  | 8  | −3  | 0 |               |
| 7   | 10  | Румыния              | 2 | 0 | 0 | 2 | 1  | 4  | −3  | 0 |               |
| 8   | 5   | Босния и Герцеговина | 2 | 0 | 0 | 2 | 1  | 4  | −3  | 0 |               |
| 9   | 9   | Исландия             | 2 | 0 | 0 | 2 | 2  | 6  | −4  | 0 |               |
| 10  | 11  | Дания                | 2 | 0 | 0 | 2 | 1  | 5  | −4  | 0 |               |
| 11  | 1   | Молдова              | 2 | 0 | 0 | 2 | 0  | 5  | −5  | 0 |               |
| 12  | 3   | Латвия               | 2 | 0 | 0 | 2 | 1  | 7  | −6  | 0 |               |
| 13  | 2   | Сан-Марино           | 2 | 0 | 0 | 2 | 0  | 10 | −10 | 0 |               |